# Lokstroom
Een lokstroom is een kleine kunstmatig opgewekte waterstroom waarmee vissen worden verleid een bepaalde kant op te zwemmen.
Een lokstroom wordt bijvoorbeeld gebruikt om vissen in een vistrap te laten zwemmen, met name als dit een vislift of vissluis is. Omdat een vis de aandrift voelt om tegen de stroom in te zwemmen, komt de stroom vanuit het object waar men de vis naartoe wil lokken. Een kleine stroom is vaak voldoende om een vis aan de andere kant van een gemaal te brengen.